# Mělčany
Mělčany (deutsch Mieltschan) ist eine Gemeinde in Tschechien. Sie liegt neun Kilometer südöstlich von Ivančice und gehört zum Okres Brno-venkov.

## Geographie
Mělčany befindet sich im Tal der Šatava am Übergang der Bobravská vrchovina zur Thaya-Schwarza-Talsenke. Nördlich erhebt sich die Jalovčiny (334 m).
Nachbarorte sind Silůvky, Prštice und Tikovice im Norden, Ořechov und Hajany im Nordosten, Syrovice im Osten, Sobotovice und Bratčice im Südosten, Němčičky und Pravlov im Süden, Dolní Kounice im Südwesten, Moravské Bránice im Westen sowie Karlov und Hlína im Nordwesten.

## Geschichte
Die erste schriftliche Erwähnung des dem Kloster Rosa Coeli gehörigen Dorfes erfolgte im Jahre 1181. Nach der Auflösung des Klosters wurde Mělčany der Herrschaft Kanitz untertänig.
Nach der Aufhebung der Patrimonialherrschaften bildete Mělčany ab 1850 eine Gemeinde in der Bezirkshauptmannschaft Auspitz. Zwischen 1948 und 1960 gehörte Mělčany zum Okres Rosice. Nach dessen Aufhebung wurde Mělčany dem Okres Brno-venkov zugeordnet.

## Gemeindegliederung
Für die Gemeinde Mělčany sind keine Ortsteile ausgewiesen.

## Sehenswürdigkeiten
- Kapelle Mariä Himmelfahrt, am Dorfplatz, errichtet 1872